# Chase H.Q. 2
Chase H.Q. 2 (チェイスH.Q.2) é um jogo de corrida para fliperama e Mega Drive lançado pela Taito Corporation. É uma sequência de Chase H.Q.
O jogo segue a fórmula original, com gráficos que se assemelham ao 3D, semelhante ao Battle Gear 4 que a Taito lançou anteriormente.

## Gameplay
O jogador assume o controle de três veículos principais. Um carro esportivo, um jipe de patrulha e um caminhão. Cada level consiste em um objetivo simples de correr até o fim com a intenção de derrotar o veículo inimigo, que deve ser danificado o suficiente para ser parado e os criminosos levados sob custódia.
Alguns vilões têm táticas complicadas que tornam o jogo mais desafiador. A jogabilidade também é baseada em um sistema de pontos.
Ao contrário do Chase H.Q. anterior jogos (incluindo Special Criminal Investigation e Super Chase: Criminal Termination), o jogo apresenta automóveis fictícios modelados a partir de carros da vida real.